# Kelurahan Kebonmanggis
Kelurahan Kebonmanggis är en administrativ by i Indonesien.   Den ligger i provinsen Jakarta, i den västra delen av landet. Huvudstaden Jakarta ligger i Kelurahan Kebonmanggis.